# Pont sur l'Areuse à Travers
Le pont sur l'Areuse est un vieux pont en pierres franchissant l'Areuse à Travers. Il a été construit en 1525.

## Classement
Il est inscrit en tant que bien culturel d'importance nationale.